# Roveto ardente (Raffaello)
Il Roveto ardente è un affresco (base 390 cm) di Raffaello Sanzio, databile al 1511 e facente parte della decorazione della volta della Stanza di Eliodoro nei Musei Vaticani.

## Storia
I quattro episodi biblici della volta, tutti databili alla seconda metà del 1511, sono riferiti interamente a Raffaello Sanzio da Giorgio Vasari, ma Cavalcaselle li assegnò, nella stesura, al Peruzzi, Adolfo Venturi a Guglielmo di Marcillat, e Baugart al Penni. Il cattivo stato di conservazione rende difficile oggi una valutazione sicura.

## Descrizione e stile
La volta ha al centro un medaglione con lo stemma di Giulio II, circondato da arabeschi a monocromo su sfondo dorato intervallati da finte borchie dorate. Attorno si sviluppa un anello figurato, diviso diagonalmente in quattro scomparti con storie che simulano arazzi appesi con finti chiodi e anelli tra le cornici.
Il Roveto ardente si trova al di sopra della Cacciata di Eliodoro dal tempio e deriva da un passo biblico (Esodo III, 2, 6 e ss.), legato alla storia di Mosè, secondo cui il profeta biblico, tolti i calzari, si avvicinò a un roveto che divenne ardente perché vi si manifestò Dio, che gli diede la missione di tornare in Egitto e liberare il popolo d'Israele. 
La scena, su uno sfondo intensamente azzurro, mostra il giovane pastore Mosé inginocchiato davanti alla manifestazione divina, che è rappresentata come un'apparizione dell'Eterno tra drappi sfolgoranti e presenze angeliche, un'evidente citazione delle Storie della Genesi di Michelangelo, in particolare dei modi della Creazione di Adamo.